# St-Béat (Épône)

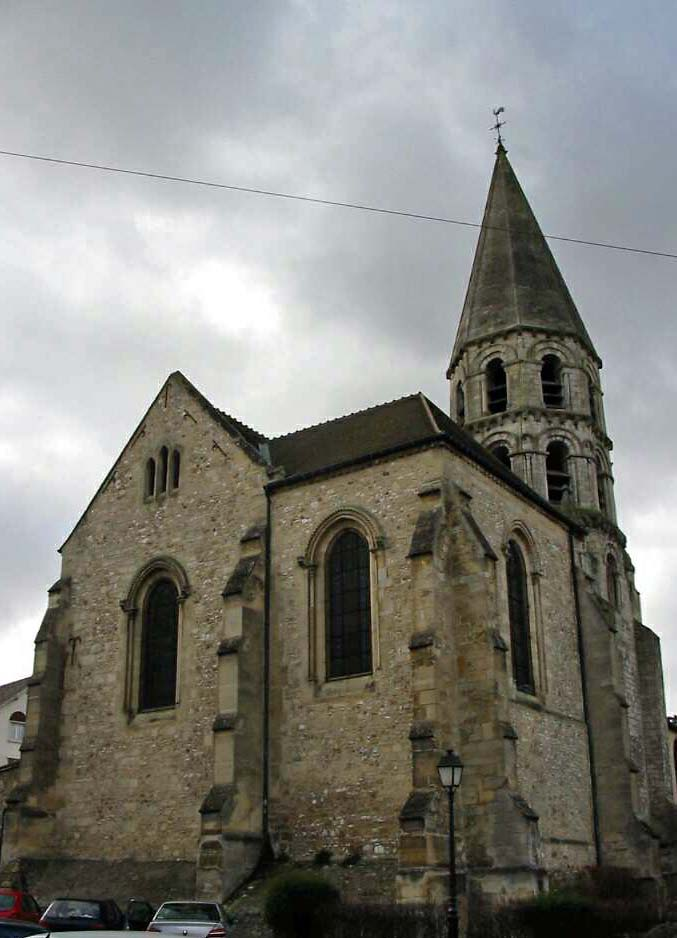
Pfarrkirche Saint-Béat

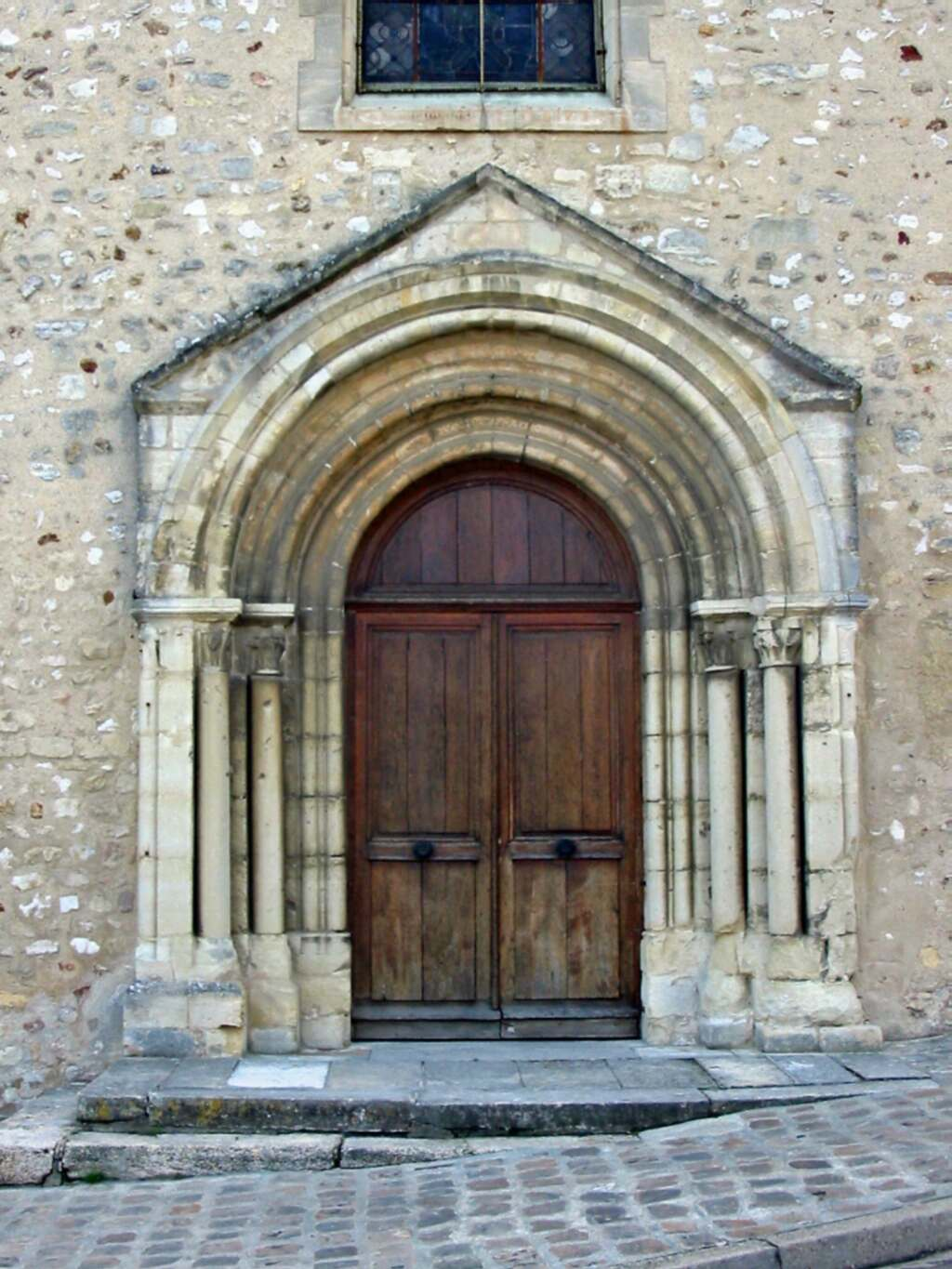
Westportal der Kirche

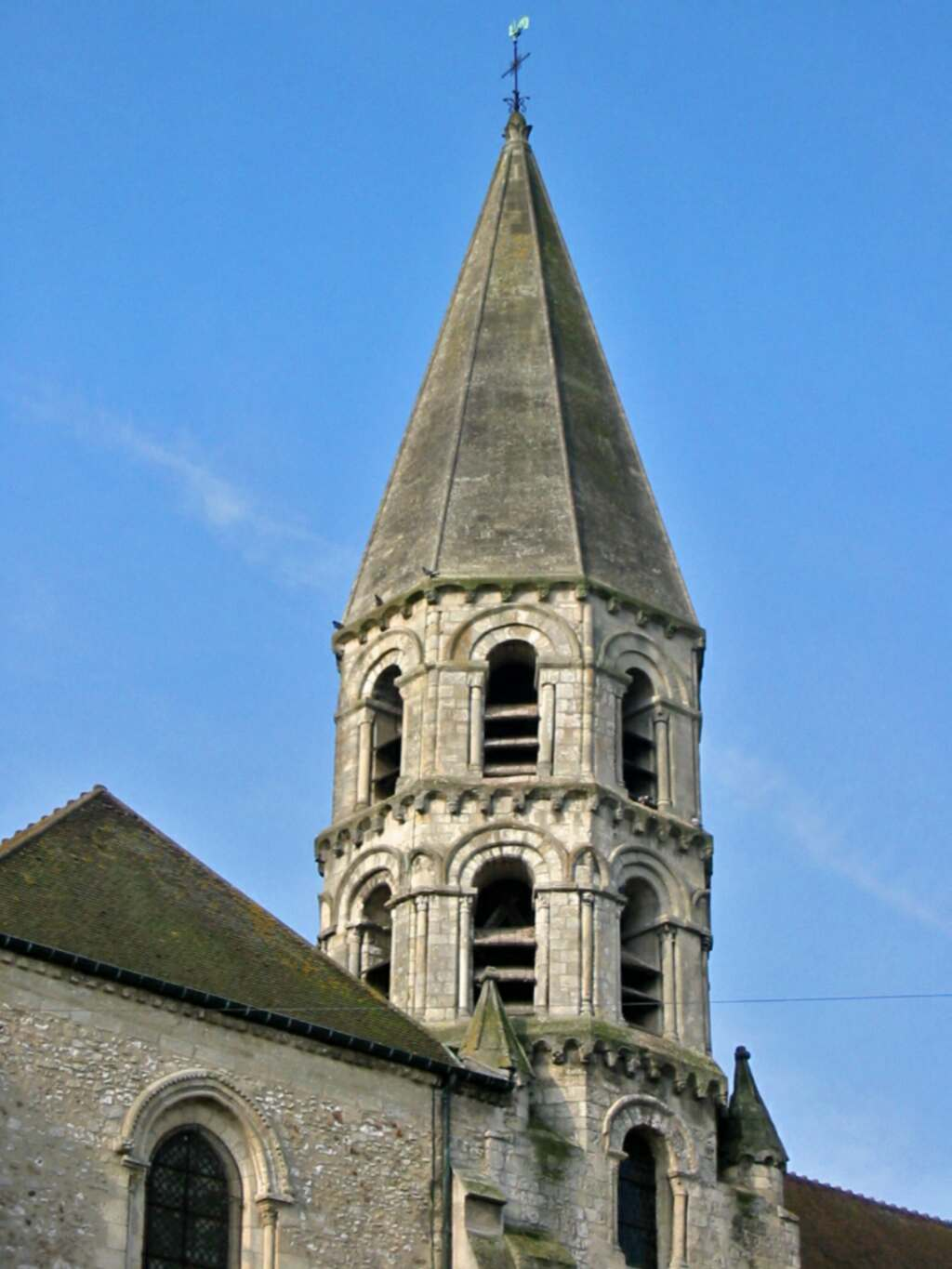
Glockenturm an der Nordseite

Die Kirche Saint-Béat ist eine romanische Pfarrkirche in der Gemeinde Épône im Département Yvelines in der Region Île-de-France (Frankreich), die bereits im 10. Jahrhundert in einer Urkunde erwähnt wird. Sie liegt am Hang des Tals der Mauldre, nicht weit von der Seine entfernt. Seit 1909 steht die Kirche unter Denkmalschutz (Monument historique).

## Geschichte
Die heutige Kirche von Épône, die dem heiligen Beatus geweiht ist, wurde um die Mitte des 12. Jahrhunderts errichtet. Der rechteckige Chor wurde im 13. Jahrhundert erneuert und im 16. Jahrhundert baute man südlich des Kirchenschiffs eine Kapelle an.
Zwischen 1865 und 1871 wurden umfangreiche Veränderungen vorgenommen: Die Fenster des Schiffs wurden vergrößert, das Nordportal erhielt eine Vorhalle und an der Südseite wurde eine Sakristei angebaut. Ebenso wurde die Spitze des Glockenturms erneuert. In den Jahren 2003/04 fand eine Innenrenovierung der Kirche statt.

## Architektur

### Außenbau
Das einschiffige Langhaus wird von Seitenkapellen gerahmt und mündet ohne Querschiff direkt in den Chor. Das Rundbogenportal der Westseite wird von einem Giebel überfangen und vier in das Gewände eingestellte Säulen tragen die beiden Archivolten. Ebenso wie das nördliche Portal, beide aus dem 12. Jahrhundert, besitzt das Westportal kein Tympanon.
Der zweigeschossige Glockenturm steht im Norden des Schiffes. Das zweite Geschoss hat einen oktogonalen Grundriss. In jeder Ecke ist eine Säule eingestellt und acht rundbogige Öffnungen sind eingelassen. Ein Kranzgesims in Maskenform trennt die Geschosse.

### Innenraum
Das Langhaus, das niemals eingewölbt war, bekam im 16. Jahrhundert eine kielförmige Holzdecke. Durch die im 19. Jahrhundert an der nördlichen Seiten angebaute Kapelle gelangt man in das Untergeschoss des Glockenturms, das ein Kreuzrippengewölbe besitzt. Dies ist möglicherweise der älteste Teil der Kirche.

## Ausstattung
Die Kanzel aus dem 19. Jahrhundert ist als Monument historique klassifiziert. Sie ist mit fünf Reliefs aus dem 18. Jahrhundert geschmückt.